# トゥゲザー・スルー・ライフ
『トゥゲザー・スルー・ライフ』（英: Together Through Life）は、2009年にリリースされたボブ・ディラン33作目のスタジオ・アルバム。
ビルボード200と全英アルバム・チャートの両チャートで初登場1位を記録し、イギリスでは『新しい夜明け』（1970年）以来39年ぶりの1位獲得となった。

## 経緯
ローリング・ストーン誌によればアルバムの噂は突然の驚きであり、公式発表の2009年3月16日にはリリースまでにすでに2ヶ月を切っていた。これは、当初秋リリース予定だったものが次作『クリスマス・イン・ザ・ハート』のプランが立ち上がったことで前倒しにされたためである。ディランは『ラヴ・アンド・セフト』（2001年）及び『モダン・タイムズ』（2006年）の2作に引き続いて、ジャック・フロストの変名でプロデュースをしている。
リリースに先行して、ディランの公式サイトには音楽ジャーナリストのビル・フラナガンとのインタビューが掲載された。そこでディランはアルバムの創作初期段階について、フランス人映画監督のオリヴィエ・ダアンよりロード・ムービー『My Own Love Song』（2010年）のための曲を依頼され、それが「ライフ・イズ・ハード」という曲になり、「それがこのレコードの方向性のようなものになった」と述べている。
このアルバムのレコーディングには、2008年時点でのディランのツアーバンドに加えて、ロス・ロボスのデヴィッド・イダルゴ（David Hidalgo）がアコーディオン奏者として、さらにトム・ペティ&ザ・ハートブレイカーズのマイク・キャンベル（Mike Campbell）がギタリストとして参加している。
3月30日、「ビヨンド・ヒア・ライズ・ナッシン」が1日限定の無料ダウンロードで公式サイトより配布された。4月6日、「アイ・フィール・ア・チェンジ・カミング・オン」がタイムズ紙の公式サイトにて発表され、追ってディランの公式サイトでも試聴が可能となった。

## 楽曲
ディランはこのアルバムの楽曲のほとんどを、グレイトフル・デッドの作詞家だったロバート・ハンター（Robert Hunter）と共作している。ハンターとの共作は『ダウン・イン・ザ・グルーヴ』（1988年）以来である。
前作に続きブルース色が濃い内容となっている。中でも「マイ・ワイフズ・ホーム・タウン」はマディ・ウォーターズの "I Just Want to Make Love to You" （作曲: ウィリー・ディクスン）の替え歌とも言える内容で、アレンジも殆ど変えていない。

## エディション
このアルバムは3種類の形態でリリースされている。
- 通常盤CD - 楽曲のみ
- デラックス盤（3枚組） - 通常盤CDに、ディランのラジオ番組である『テーマ・タイム・ラジオ・アワー』で放送分のエピソード "Friends & Neighbors" のCD、及び映画『ノー・ディレクション・ホーム』（2005年）から外された、ディランの最初のマネージャーであるロイ・シルバーのインタビューDVDが付属
- LPレコード（2枚組） - 米盤には通常盤CDが付属

## 収録曲

### 通常盤CD
特記なき楽曲は、作詞: ボブ・ディラン、ロバート・ハンター（Robert Hunter）、作曲: ディラン
1. ビヨンド・ヒア・ライズ・ナッシング - Beyond Here Lies Nothin' – 3:51
2. ライフ・イズ・ハード - Life Is Hard – 3:39
3. マイ・ワイフズ・ホーム・タウン - My Wife's Home Town – 4:15
  - 作詞・作曲: ウィリー・ディクスン、ディラン、ハンター
4. イフ・ユー・エヴァー・ゴー・トゥ・ヒューストン - If You Ever Go to Houston – 5:49
5. フォゲットフル・ハート - Forgetful Heart – 3:42
6. ジョリーン - Jolene – 3:51
7. ディス・ドリーム・オブ・ユー - This Dream of You – 5:54
  - 作詞・作曲: ディラン
8. シェイク・シェイク・ママ - Shake Shake Mama – 3:37
9. アイ・フィール・ア・チェンジ・カミング・オン - I Feel a Change Comin' On – 5:25
10. イッツ・オール・グッド - It's All Good – 5:28

### デラックス盤
通常盤CDに加えて、下記のCD及びDVDが付属する。
CD
Theme Time Radio Hour: Friends & Neighbors
下記はこのエピソードで流されて、CDにも含まれている楽曲である。
1. Howdy Neighbor – Porter Wagoner & The Wagonmasters
  - 作詞・作曲: J. Morris
2. Don't Take Everybody to Be Your Friend – Sister Rosetta Tharpe
  - 作詞・作曲: M.Gabler/R. Tharpe
3. Diamonds Are a Girl's Best Friend – T-Bone Burnett
  - 作詞・作曲: L. Robin/J. Styne
4. La Valse de Amitie – Doc Guidry
  - 作詞・作曲: O. Guidry
5. Make Friends – Moon Mullican
  - 作詞・作曲: E. Mcgraw
6. My Next Door Neighbor – Jerry McCain
  - 作詞・作曲: J. McCain
7. Let's Invite Them Over – George Jones & Melba Montgomery
  - 作詞・作曲: O. Wheeler
8. My Friends – ハウリン・ウルフ
  - 作詞・作曲: C. Burnett/S. Ling
9. Last Night – リトル・ウォルター
  - 作詞・作曲: W. Jones
10. 君の友だち - You've Got a Friend – キャロル・キング
  - 作詞・作曲: キャロル・キング
11. Bad Neighborhood – Ronnie & The Delinquents
  - 作詞・作曲: Caronna/M. Rebennack
12. Neighbours – ローリング・ストーンズ
  - 作詞・作曲: ジャガー／リチャード
13. Too Many Parties and Too Many Pals – Hank Williams
  - 作詞・作曲: B. Rose/M. Dixon/R. Henderson
14. Why Can't We Be Friends – War
  - 作詞・作曲: S. Allen/H. Brown/M. Dickerson/J. Goldstein/L. Jordan /C. Miller/H. Scott/L. Oskar

DVD
1. ロイ・シルバー – ロスト・インタビュー - Roy Silver – The Lost Interview
1962年7月、「風に吹かれて」Witmark デモ録音を含む

## パーソネル
- ボブ・ディラン - ギター、キーボード、ボーカル
- マイク・キャンベル（Mike Campbell） - ギター、マンドリン
- デヴィッド・イダルゴ（David Hidalgo）（ロス・ロボス） - アコーディオン、ギター
- ドニー・ヘロン - スティール・ギター、バンジョー、マンドリン、トランペット
- トニー・ガーニエ（Tony Garnier） - ベース・ギター
- ジョージ・リセリ - ドラムス

## チャート
『トゥゲザー・スルー・ライフ』はリリース第1週で125,000枚を売り上げ、ビルボード200でチャート初登場1位を記録した。
| チャート（2009年）     | 最高 順位 |
| ---------------------- | --------- |
| 全英アルバム・チャート | 1         |
| 全米ビルボード200      | 1         |

## リリース
日本
| 日付          | レーベル | フォーマット | カタログ番号          | 付記 |
| ------------- | -------- | ------------ | --------------------- | --- |
| 2009年5月27日 | ソニー   | CD + DVD     | SICP-2235・2236       | 初回生産限定盤、日本独自特典DVD付（映画『色即ぜねれいしょん』、映画『アヒルと鴨のコインロッカー』、映画『アイデン&ティティ』の一部映像） |
| 2009年5月27日 | ソニー   | CD           | SICP-2237             | 通常盤 |
| 2009年6月10日 | ソニー   | 2CD + DVD    | SICP-2250・2251・2252 | デラックス・エディション、完全生産限定盤、アルバムジャケット絵柄のステッカー＆ポスター封入                                               |